# Only Believe
"Only Believe" ("Sólo cree") es un tema musical del género góspel y blues, escrito por Paul Rader y que logró hacerse popular en la versión interpretada y grabada por Elvis Presley a mediados del años 1970. RCA editó la canción como cara B de un sencillo con la canción "Life" en su lado A  el cual ingresó a la lista del Billboard el mismo año de su edición en 1971 y logró vender unas 275.000 copias. "Only Believe" se anexó como una de las canciones dentro del álbum "Love Letters from Elvis" desde su primera edición.

## Grabación
La canción no fue una de las preferidas de Elvis a la hora de grabarla. Ya en la década de 1960 le habían propuesto a Presley la idea de registrar la pieza para su álbum His Hand In Mine y Elvis la había descartado. Durante su temporada en el International Hotel de Las Vegas entre 1970 y 1971 él había realizado en vivo alguna versión loable de "Only Believe" aunque esa misma frescura que imponía el cantarla en vivo, no logró plasmarse en la grabación prolífica y con arreglos metódicos, dando la pauta de que Elvis estaba algo más interesado en concluir con el registro de ese sencillo y pasar a nuevas grabaciones para otros proyectos. Elvis registró las tomas que forjaron el máster en el mítico estudio B de la RCA en Nashville, Tennessee el 8 de junio de 1970.

## Listas
El disco sencillo "Life" / "Only Believe" alcanzó el puesto # 53 de la lista de Billboard y al puesto # 95 de Billboard Hot 100.

## Ediciones
- Love Letters From Elvis (1971)

- Amazin Grace – His Greatest Sacred Performances (1994)

- Peace in the Valley (2000)

- Nearer my God to Thee (2001) - Provident

- Christmas Peace (2003)

- The Impossible Dream (2004) – FTD

- Love Letters (2008) - FTD

- His Songs of Praise, Volume 2 (2017) - FTD [3]